# نيكولاس فروتوس
نيكولاس فروتوس (بالإسبانية: Nicolás Frutos)‏ هو لاعب كرة قدم أرجنتيني، ولد في 10 مايو 1981 في سانتا في في الأرجنتين. لعب مع إنديبندينتي وجيمناسيا لابلاتا ونادي رويال أندرلخت ونادي سان لورينزو ونادي لاس بالماس ونويفا شيكاجو ويونيون دي سانتا في.

## وصلات خارجية
- نيكولاس فروتوس على موقع قاعدة بيانات كرة القدم.إي يو (الإنجليزية)